# His Wife's Money
His Wife's Money er en amerikansk stumfilm fra 1920 af Ralph Ince.

## Medvirkende
- Eugene O'Brien som Richard Flint
- Zena Keefe som Marion Phillips
- Ned Hay som Bob Uppington
- Louise Prussing som Eva Uppington
- Cyril Chadwick som James Cardwell
- Dorothy Kent som Mrs. Ralph